# 烏蘭歐雅魚
烏蘭歐雅魚（學名：Squalius ulanus）為輻鰭魚綱鯉形目雅羅魚科的其中一種，分布於亞洲伊朗Orumiyeh湖流域，為特有種，體長可達4.5公分，生活習性不明。